# Квоти на видобуток корисних копалин
Квоти на видобуток корисних копалин — обмеження, які встановлюються з метою запобігання негативним демографічним, соціальним та екологічним наслідкам інтенсивного видобування окремих видів корисних копалин. Порядок установлення квот на видобуток корисних копалин в Україні затверджується Кабінетом Міністрів. Чинний порядок визначений Положенням про порядок установлення квот на видобуток окремих видів корисних копалин.
Квоти встановлюються на видобуток окремих видів корисних копалин у межах конкретних родовищ чи окремих їх ділянок (пооб'єктна квота) на обумовлений термін з визначенням граничного обсягу видобутку порівняно з передбаченим проектом розробки родовища корисних копалин або його фактичним обсягом.
Основними критеріями запровадження квот є:
- стан мінерально-сировинної бази, особливо з стратегічних та гостродефіцитних видів мінеральної сировини;
- встановлення економічно обґрунтованих пропорцій видобутку типів і сортів корисних копалин з метою збереження найцінніших та найобмеженіших запасів на тривалий період;
- екологічні умови в районах видобутку;
- кон'юнктура мінеральної сировини в державі та за її межами;
- можливість придбання мінеральної сировини за межами України на вигідніших умовах, ніж здійснення видобутку на її території.

Рекомендації щодо встановлення квот на видобуток корисних копалин надає Державна комісія України по запасах корисних копалин.